# Integrin α-V
Integrin α-V (CD51) ist ein Oberflächenprotein aus der Gruppe der Integrine.

## Eigenschaften
Integrin α-V ist ein Zelladhäsionsmolekül und bindet an die RGD-Sequenz sowie Vitronectin, Cytotactin, Fibronectin, Fibrinogen, Laminin, Matrix-Metalloproteinase-2, Osteopontin, Osteomodulin, Prothrombin, Thrombospondin und den Von-Willebrand-Faktor. Es ist glykosyliert. Integrin α-V bildet einen heterodimeren Rezeptor mit Integrin beta-3 für Fractalkin, FGF-1, IGF-1, und NRG1. Weiterhin bindet es PLA2G2A an einer anderen Bindungsstelle, wodurch die Affinität der Bindung anderer Liganden erhöht wird. Der Rezeptor aus Integrin alpha-V und Integrin beta-3 sowie der Komplex aus Integrin alpha-V und Integrin beta-6 binden Fibrillin-1 und sind dadurch an der Zelladhäsion beteiligt.
Das Adenovirus des Typs C verwendet den Komplex aus Integrin α-V und Integrin beta-5 als Rezeptor. Coxsackieviren der Typen A9 und B1 verwenden den Komplex aus Integrin α-V und entweder Integrin beta-3 oder Integrin beta-5 als Rezeptor. Das HHV-8, das West-Nil-Virus und das humane Parechovirus 1 verwenden den Komplex aus Integrin α-V und Integrin beta-3 als Rezeptor.
Die Antikörper Abituzumab und Intetumumab binden an Integrin α-V.